# Karin Heegan
Karin Heegan (Somali für „Wachsamkeits-Pass“) ist ein granitener Hügel im Norden Somalias, der Felsmalereien enthält.
Der Hügel liegt in der Region Sanaag etwa 70 km östlich von Boosaaso und 30 km südlich vom Golf von Aden, mehr als 100 Meter über der Guban-Küstenebene unmittelbar nördlich eines Passes, der weiter hinauf in die bewaldeten Al-Mado-Berge führt. Geologisch handelt es sich um ein Tor aus Tausenden übrig bleibenden Granitbrocken, zwischen denen die Zwischenräume zahlreiche Abris bilden. 1947 hatte ein Geologe an der Nordseite des Hügels Malereien entdeckt, doch erst ab 1982 wurde Karin Heegan eingehend und systematisch untersucht.
Etwa 5 m über dem Fuß des Hügels führt ein felsiger „Pfad“ zum Eingang des bemalten Abris. Durch einen engen Zwischenraum zwischen zwei Granitbrocken gelangt man in eine unregelmäßig geformte Höhle, die maximal 10 m weit, 7 m lang und 5 m hoch ist und über hundert Felsbilder enthält. Sie wird heute als Unterstand für Ziegen und Schafe genutzt. Bei einer Grabung im Boden der Höhle kamen Spuren von Menschen in etwa 1 m Tiefe zum Vorschein, darunter kleine Mengen von Mikrolithen aus Feuerstein und Quarz aus dem Late Stone Age, wenige Fragmente von Mahlsteinen, eine Keramikscherbe, Schalen aus dem Meer und einige Überreste nicht näher bestimmbarer Knochen. Zwei Holzkohleproben aus dem mittleren Bereich wurden auf 1600 und 2100 Before Present datiert.
Die Malereien sind dem arabisch-äthiopischen Stil zuzuordnen, ebenso wie weitere Felsmalereien im nordöstlichen Afrika und auch die 2003 bzw. 2007 entdeckten Malereien von Laas Geel und Dhambalin. Die große Mehrheit der Bilder stellt Rinder mit langen Hörnern und ohne Höcker dar. Daneben gibt es auch Darstellungen von Rindern mit kurzen Hörnern, drei Ziegen, zwei Kamelen und drei Menschen. Drei Bilder stellen womöglich einen Hund, ein Schaf bzw. Pfeil und Bogen dar, bei einigen lässt sich die Bedeutung nicht erkennen. Die meisten sind rostrot, manche auch einfarbig cremefarben oder braun oder mehrfarbig mit verschiedenen Abstufungen dieser drei Farben. Bei der Testgrabung wurden Ocker und Hämatit gefunden, was darauf hindeutet, dass unter anderem diese Mineralien als Farbstoffe verwendet wurden. Teile der bemalten Wand müssen offensichtlich mithilfe von Leitern und weiteren Hilfsmitteln erreicht worden sein.